# Pandémie de Covid-19 en Croatie
- ≥451 cas confirmés
- 101–450 cas confirmés
- 51–100 cas confirmés
- 31–50 cas confirmés
- 21–30 cas confirmés
- 16–20 cas confirmés
- 11–15 cas confirmés
- 1–10 cas confirmés

La pandémie de Covid-19 en Croatie démarre officiellement le 25 février 2020. À la date du 5 novembre 2022, le bilan est de 17 176 morts.

## Historique
Le 28 janvier 2020, la présidence croate du Conseil de l'Union européenne en 2020 active le dispositif intégré de l'Union européenne (UE) pour une réaction au niveau politique dans les situations de crise (IPCR) en mode "partage de l'information". L'IPCR est le dispositif de l'UE qui permet d'assurer une coordination au plus haut niveau politique en cas de crises.
Le 31 janvier, Vili Beroš est confirmé comme nouveau ministre de la Santé par le  Parlement de la République de Croatie après avoir relevé Milan Kujundžić de son poste.
Le coronavirus est confirmé pour la première fois en Croatie le 25 février 2020 chez un homme soigné à l'hôpital de Zagreb, qui a séjourné à Milan du 19 au 21 février pour assister au match de Ligue des champions de l'UEFA entre Atalanta Bergame et Valence Club de Fútbol. 
À partir du 9 mars 2020, les autorités croates renforcent les contrôles aux frontières concernant les voyageurs qui arrivent de pays touchés par la maladie à coronavirus 2019 (Covid-19) et dès le 19 mars, il n’est plus possible aux Français ou aux Européens non Croates d’entrer sur le territoire croate, sauf en cas de transit dans le cadre d’un retour en France.
Le dimanche 22 mars 2020 la Croatie est frappée par un séisme le plus fort ressenti en 140 ans.
En Croatie, 2 725 cas confirmés ont été dénombrés au 29 juin 2020 et 107 décès sont dus au coronavirus.
En novembre, six organisations professionnelles de médecins croates soulignent dans une lettre que le système de santé est proche de l’effondrement, pointant la pénurie de personnels et d'équipements.

## Statistiques

Nombre de cas en Croatie depuis le début de l'épidémie.

Nombre de morts en Croatie depuis le début de l'épidémie.